# Vidsels kyrka
Vidsels kyrka är en kyrkobyggnad som tillhör Älvsby församling i Luleå stift. Den ligger centralt i samhället Vidsel.

## Kyrkobyggnaden
1944 startades en fond för en kyrkklocka i Vidsel och då började man planera att även bygga en kyrka där. 1960 fick byn sin första präst och samma år bildades en stiftelse som skulle förverkliga kyrkobygget. Ritningar på en kyrka utfördes av arkitekterna John Berglund och Gunnar Eklund vid Jan Thurfjells arkitektkontor i Luleå. 24 november 1968 ägde kyrkans invigning rum.
Kyrkan är uppförd av trä och består av en kyrksal och en lika stor församlingssal. Kyrkorummets branta, pappklädda sadeltak övergår i samlingssalens plantak. Takets kant framhävs tydligt av en bred trälist. Fasaden är klädd med vitt tegel. Långhuset har vertikala fönsteröppningar, medan församlingsdelens ljusinsläpp består av smala, horisontella fönsterband. Kyrkorummets höga tak bärs upp av synliga limträbalkar. Väggar och tak är klädda med naturfärgad träpanel. De fasta bänkarna i öppna kvarter är tillverkade i enkel modell av omålat trä. Golvet är lagt av träbrädor och parkett. Källarvåningen är i souterräng och innehåller lokaler för barn- och ungdomsverksamhet och sammanträdesrum.
Vid sidan av kyrkan står en vitmålad klockstapel av trä.

## Inventarier
- Ett snidat krucifix från Oberammergau hänger på korväggen.
- Altaret är fristående.
- Kororgeln är tillverkad av Grönlunds Orgelbyggeri i Gammelstad.